# 東京アニメセンター
東京アニメセンター（とうきょうアニメセンター）は、日本のアニメについての情報発信と人材育成を目的とした施設。

## 概要
2006年3月15日に東京都千代田区外神田（秋葉原）の秋葉原UDX内に開設された。運営は日本動画協会の元、2011年1月10日までは小学館集英社プロダクションを幹事会社とする企業コンソーシアムが行っていた。
センター内にはアニメ関連の展示を行う「イベントギャラリー」やラジオ収録およびアフレコ体験（2011年春より休止）を行うことが出来る「東京アニメセンター・スタジオ」、オフィシャルショップのほか、アニメ関連事業者向けの情報収集・発信を目的とした「アニメプレスデスク」が設けられている。開設当初は映画館「アキバ3Dシアター」が設けられ、「トップをねらえ!&トップをねらえ2! 合体劇場版!!」などのアニメ映画のロードショーやアニメ映画祭が行われていた。なお、この施設は2017年の移転後に「UDXシアター」と名称を変更し、運営はUDXカンファレンスオフィスによって行われている。
2011年1月10日で一時休館。日本動画協会の単独運営により同年2月26日に仮オープン、4月12日にリニューアルオープン。
2012年2月に再度休館し、同年8月25日にアパマンショップネットワークとの共同運営によりリニューアルオープン。同社が福岡県北九州市で運営する施設名を冠した「東京アニメセンター in あるあるCity」に改名した。
2017年7月29日をもって、テナント契約満了のため秋葉原UDX内での運営を終了。その後提携先を大日本印刷に変更、同年10月28日に新宿区市谷田町にあるDNPプラザ内に移転オープンし、施設名称も「東京アニメセンター in DNPプラザ」となった。
2021年4月16日にリアルとバーチャルが融合した新たな体験価値の提供を目指し、東京・渋谷の「渋谷モディ」2F に移転。施設名称も「東京アニメセンター in DNP PLAZA SHIBUYA」となった。
アニメ検定は、東京アニメセンターを中心とした委員会で実施されていた。

## ラジオ番組
秋葉原時代にあった東京アニメセンター・スタジオではラジオ番組の公開録音が行われていた。
- 『東京アニメセンターRADIO』（2006年4月 - 2009年3月）
- 『東京アニメセンターRADIOw』（2009年4月 - 2010年12月28日）